# Nino Böhlau

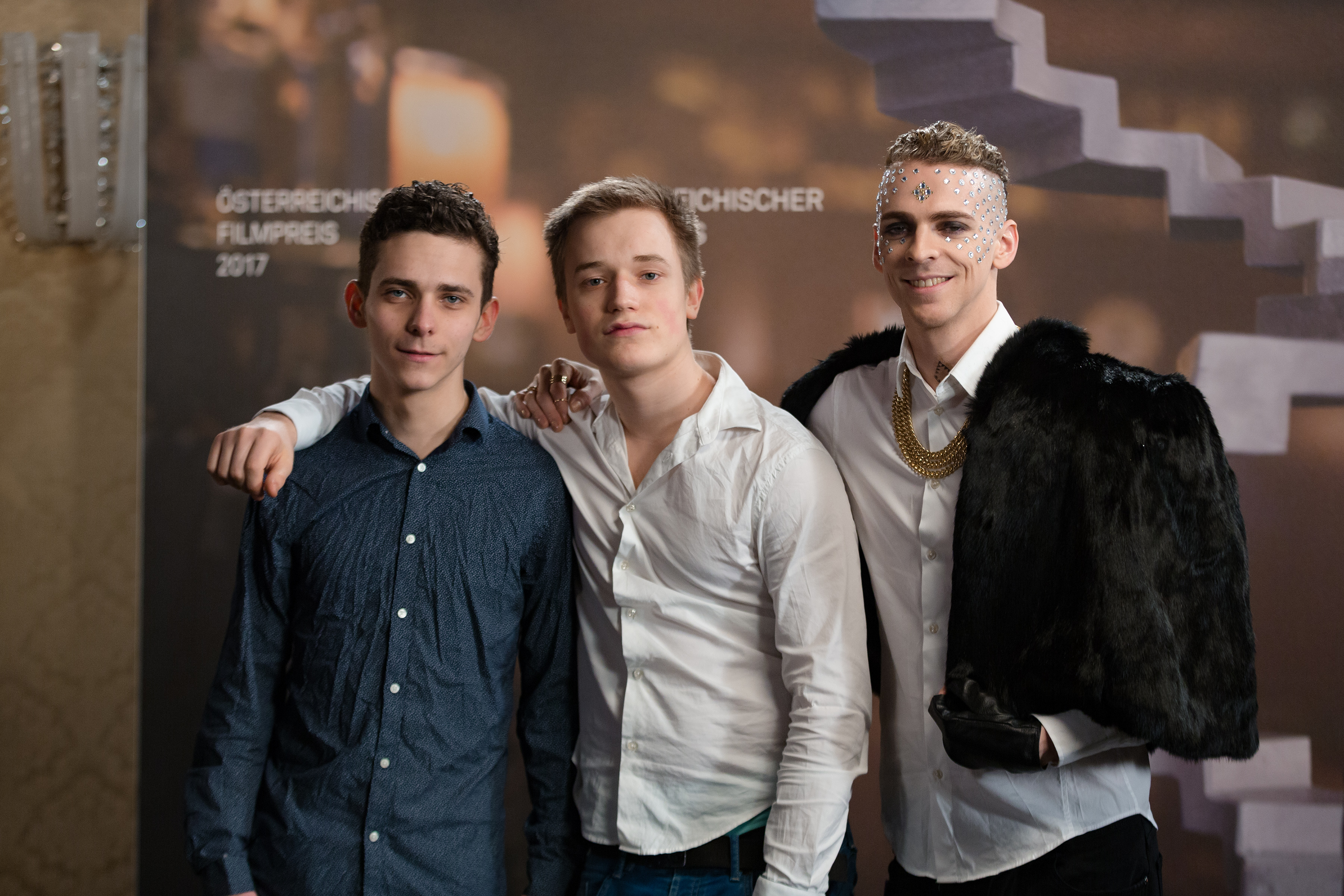
Nino Böhlau (l.) mit Lukas Till Berglund und Philipp Fussenegger

Nino Böhlau (* 1999 in München) ist ein deutscher Schauspieler.

## Biografie
Böhlau begann 2008 seine schauspielerische Tätigkeit im Alter von acht Jahren im Münchner Theater für Kinder und spielte dort die Hauptrolle im Stück Peterchens Mondfahrt. Zwei Jahre später wirkte er erstmals in einem Kinofilm mit, dem Endzeit-Thriller Hell, welcher für den Deutschen Filmpreis nominiert wurde. Es folgten Rollen in Die Seelen im Feuer (2013), Fack ju Göhte (2013), Da geht noch was (2013) und im Jahr 2014 zwei Hauptrollen in Tatort: Das verkaufte Lächeln und in dem Film Henry von Philipp Fussenegger, der eine Auszeichnung im Rahmen der Preisverleihung First Steps 2016 gewann und für den Österreichischen Filmpreis nominiert war. 2015 wirkte er in dem Abschlussfilm Durch den Vorhang mit, welcher den Deutschen Menschenrechts-Filmpreis gewann und es folgte eine Hauptrolle in dem Jubiläums Polizeiruf 110: Endstation, sowie eine kleine Rolle in einem international besetzten US-amerikanischen Kinofilm (A Cure For Wellness). 2017 wirkte er in dem Kurzfilm Superheroes mit, welcher unter anderem Preise auf den Filmfestivals wie Carmarthen Bay Film Festival (Wales, UK), International Queer Film Festival Hamburg, Creation International Film Festival – Kanada, Cinema World Fest Awards – Kanada und New York International Children`s Film Festival gewann. 2017 wirkte er in Die Pfefferkörner und der Fluch des Schwarzen Königs und in der Netflix-Serie Dark mit. Im selben Jahr spielte Nino Böhlau eine Hauptrolle gleichen Namens in dem Abschlussfilm Tarantella von Nuno-Miguel Wong. Außerdem wirkte Böhlau in zahlreichen Fernsehproduktionen mit; den Günter-Strack-Fernsehpreis erhielt er dabei für die Hauptrolle in dem Fernsehfilm Der Sohn.

## Filmografie

### Kino
- 2011: Hell
- 2013: Da geht noch was
- 2013: Fack ju Göhte
- 2016: A Cure for Wellness
- 2017: Die Pfefferkörner und der Fluch des Schwarzen Königs

### Fernsehen
- 2010: Davon willst du nichts wissen
- 2011: Die kleine Lady
- 2013: Unter Verdacht – Mitten ins Herz
- 2013: Die Seelen im Feuer
- 2014: Tatort: Das verkaufte Lächeln
- 2015: SOKO München: Die rote Bank
- 2015: Polizeiruf 110: Endstation
- 2016: Hubert und Staller (Serie, Staffel 5, Folge Schwer erziehbar)
- 2016: Kommissarin Louise Bonì - Jäger in der Nacht
- 2016: Die Chefin
- 2017: Der Sohn
- 2017: Wenn Frauen ausziehen
- 2017: Dark
- 2018: In aller Freundschaft – Die jungen Ärzte (Serie, Folge Rettung)
- 2018: Dr. Klein
- 2018: Marie fängt Feuer – Zweite Chance (Reihe)

### Abschlussfilm
- 2015: Durch den Vorhang (Abschlussfilm, Hochschule Macromedia)
- 2015: Henry
- 2021: Tarantella - Gott vergibt, die Mafia nicht

### Kurzfilm
- 2015: Pelota
- 2017: Superheroes
- 2017: IOX

## Auszeichnungen
- 2018: Günter-Strack-Fernsehpreis – Auszeichnung als bester Nachwuchsdarsteller für seine Rolle als Stefan in Der Sohn[4]